# Stanisław Leszczycki

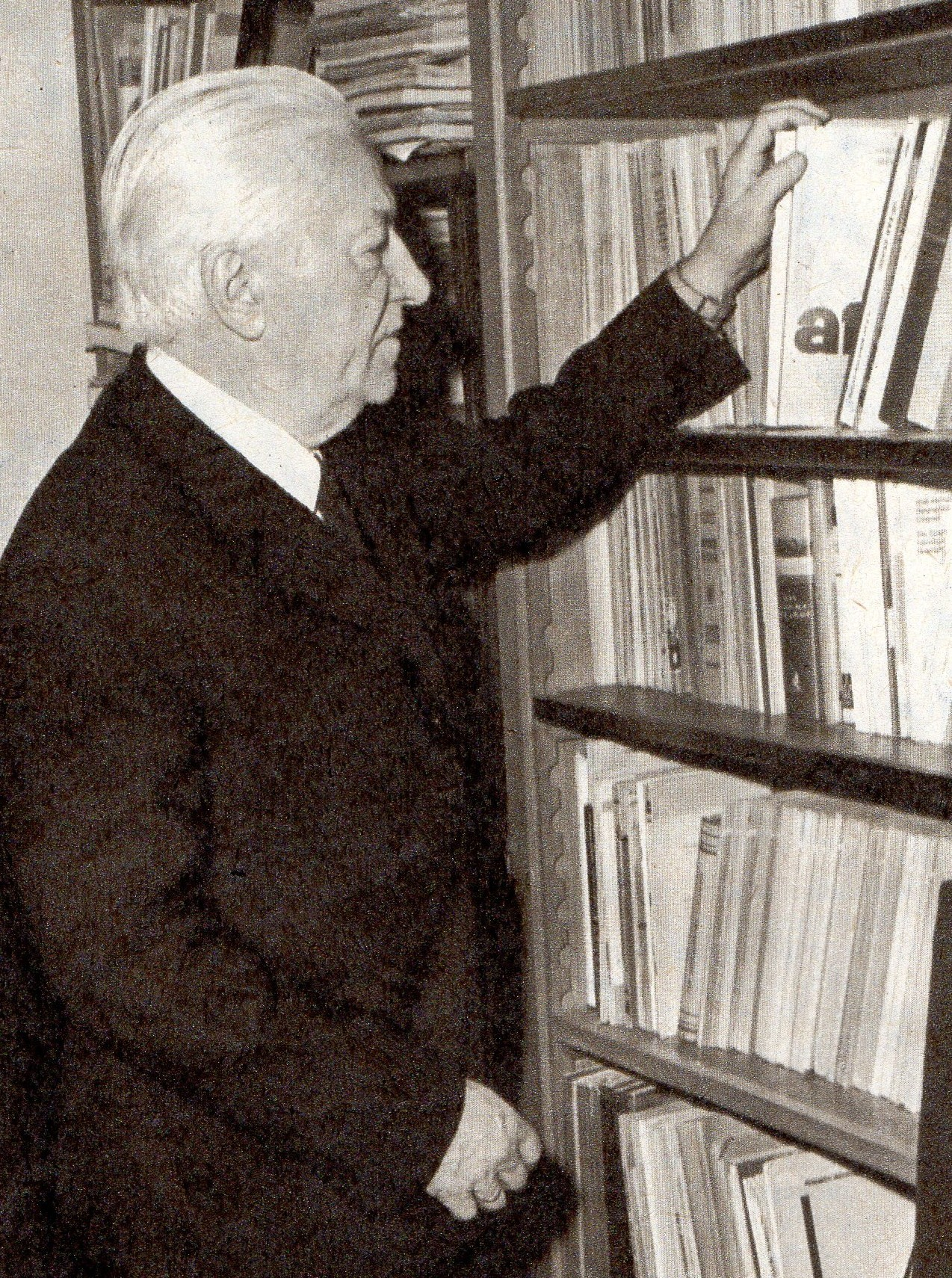
Stanislaw Leszczycki (1987)

Stanisław Marian Leszczycki (geboren 8. Mai 1907 in Mielec, Österreich-Ungarn; gestorben 17. Juni 1996 in Warschau) war ein polnischer Geograph und Politiker.

## Leben
Stanisław Leszczycki studierte ab 1926 Geographie an der Universität Krakau und wurde 1933 promoviert. Er war dort ab 1928 als Assistent und nach der Magisterprüfung ab 1930 als Oberassistent beschäftigt. Er was Esperantist und nahm 1929 an einer Konferenz in Birkenhead in England teil. Nach dem deutschen Überfall auf Polen  wurde Leszczycki im November 1939 in der Sonderaktion Krakau mit 182 anderen Hochschullehrern von den deutschen Besatzern verhaftet. Anschließend wurde er in das Konzentrationslager Sachsenhausen verschleppt und dort misshandelt. Von dort wurde er im März 1940 in das Konzentrationslager Dachau überstellt und auf internationalen Druck hin im Januar 1941 nach Krakau entlassen. Dort schlug er sich als Telefonist durch und arbeitete als Mitglied der illegalen Polnischen Sozialistischen Partei (PPS) in der Armia Krajowa und an der im Untergrund weitergeführten Universität mit.
Nach Kriegsende habilitierte Leszczycki in Krakau mit der Schrift Badania geograficzne nad osadnictwem w Południowej Anatolii, wurde zum außerordentlichen Professor für Anthropogeographie ernannt und war bis 1948 Direktor des Geographischen Instituts in Krakau. Während der Potsdamer Konferenz 1945 war er Berater der eingesetzten kommunistischen Polnischen Regierung. Leszczycki engagierte sich in der Politik und wurde Mitglied des von der Sowjetunion eingesetzten Landesnationalrats. Von 1947 bis 1952 war er Abgeordneter des Sejm für die PPS, die 1948 zur Polska Zjednoczona Partia Robotnicza (PZPR) zwangsvereinigt wurde. Leszczycki war von 1947 bis 1950 Unterstaatssekretär im polnischen Außenministerium.
Leszczycki erhielt 1948 einen Ruf als Professor an die Universität Warschau und leitete dort bis 1970 das Geographische Institut. Er wurde 1952 korrespondierendes Mitglied der Polnischen Akademie der Wissenschaften (PAN) und 1964 ordentliches Mitglied. An der PAN wurde er 1954 ordentlicher Professor und bis 1977 Direktor des Instituts für Geographie der PAN. Von 1968 bis 1972 war er Präsident der International Geographical Union (IGU).
Leszczycki verfasste 200 Zeitschriftenaufsätze.

## Schriften (Auswahl)
- mit Teofil Lijewski: Polen : Land, Volk, Wirtschaft in Stichworten. Wien: Hirt, 1977, ISBN 3-7019-8035-7
- Zehn Monate in Dachau, in: Jochen August (Hrsg.): „Sonderaktion Krakau“. Die Verhaftung der Krakauer Wissenschaftler am 6. November 1939. Hamburg : Hamburger Edition, 1997, ISBN 3-930908-28-X, S. 243–253